# Amherst (CDP, New Hampshire)
Amherst CDP ist ein Census-designated place (CDP) in der Town of Amherst im Hillsborough County im US-Bundesstaat New Hampshire. Die Volkszählung von 2020 erfasste 697 Einwohner. Der CDP wurde im Jahr 2010 erstmals vom Census definiert. In ihm liegt der Kernort der Town of Amherst mit Grundschule, Stadtverwaltung und Bücherei.

## Lage
Der Ort liegt bei den Koordinaten 42° 51' 48.87" Nord und 71° 37' 25.76" West auf einer Höhe von 78 Metern über dem Meeresspiegel. Die 1,9 km² große Fläche des Gebietes beinhaltet laut Census keinen Anteil an Wasserfläche. durch den Ort führt die New Hampshire Route NH-122, die Ostgrenze verläuft entlang der NH-101.